# Аренстофы
Аренстофы (нем. Arenstorff), также часто упоминаются, как Арнстофы (нем. Arnstorff) — немецкий протестантский дворянский род, происходивший из исторической области Уккермарк в Бранденбурге.

## История
Первым представителем рода Аренстоф, чьё имя упоминается  в документах под датой 29 сентября 1306 года, является Людольф де Арндесдроп. 24 апреля 1670 года офицер датской королевской армии Фридрих фон Аренстоф, потомок Людольфа де Арндесдропа, был утверждён в дворянском достоинстве датского королевства.
В книге записей аббатства Доббертин упоминаются тринадцать имён представительниц семьи Аренстоф из Крюммеля, Саделькова и Оле за период между 1723 и 1910 годами. Это были незамужние девицы, поступившие в благородное девичье общество при аббатстве Доббертин.

## Описание герба
Герб рода Аренстоф представляет из себя лазоревый щит, в центре которого находятся три серебряные лилии, сверху по бокам и внизу по три серебряные кромки. На верхний угол щита одет рыцарский шлем с лазоревой и серебристой мантией, которая обмотана вокруг пяти серебряных кромок, венчающих шлем. На самом вверху шлема стоит коронованный медведь с золотым ошейником.

## Известные представители рода
- Карл фон Аренстоф[англ.] (1625—1676), генерал в армиях датского, шведского и нидерландского королевств.
- Фридрих фон Аренстоф[англ.] (1626—1689), младший брат Карла фон Аренстофа, генерал в армиях датского и шведского королевств, губернатор Шлезвига и Гольштейна; с 1688 года — верховный главнокомандующий армии датского королевства.
- Ханс Адольф фон Аренстоф (1895—1952), генерал-майор, рыцарь и помещик.